# Gardetanz

Tanzgarde

Der heutige Gardetanz oder auch Gardetanzsport ist auf die Girltruppen der Revuetheater aus den 1920er und 1930er Jahren zurückzuführen. Karnevalsvereine haben diese Idee aufgegriffen und schickten auf ihren Sitzungen Mädchengarden auf die Bühne. Mittlerweile gibt es auch gemischte Gardetanzgruppen, bei denen auch Männer mitwirken, und die so genannten Tanz- oder Solomariechen. Es werden drei Altersgruppen unterschieden: Jugendgarde (6–10 Jahre), Juniorengarde (11–15 Jahre) und Ü15-Garde.

## Tänze und Musik
In Deutschland wurde in großen Gruppen zu Marschmusik im 4/4-Takt getanzt. Gleichzeitig entwickelte sich in den Niederlanden und Belgien ein anderer Tanzstil. Inspiriert von der slawischen, slowenischen und bayerischen Volksmusik wurde hier zu Polka-Musik im 2/4-Takt getanzt.
Heute werden die folgende Tänze und Tanzrichtungen trainiert:
- Der Marschtanz ist ein geradliniger, eleganter Tanz mit vielfältigen Schrittkombinationen, Ballettelement-Variationen und immer wechselnden Bildern z. B. Diagonalen, Halbkreis, V oder Stern. Ergänzt wird dies durch akrobatische Teile wie Spagat, Räder und Beinwürfe. Der Schwerpunkt liegt neben der Choreographie auf Synchronität und Präzision. Professionell beginnt die Schrittfolge beim Marsch grundsätzlich mit dem rechten Fuß (siehe auch Gleichschritt). Beim Marschtanz wird in der Altersgruppe der Erwachsenen unterschieden zwischen den Disziplinen „weibliche Garden“ und „gemischte und männliche Garden“, wobei bei den gemischten Garden auch Hebefiguren verlangt werden. In den jüngeren Altersklassen tanzen Mädchen und Jungen sowohl als gemischte Garde als auch in „weiblichen Garden“ und „männlichen Garden“. Diese Gruppen werden meist als Juniorengarde oder Juniorenballett bezeichnet.

- Der Mariechen- und Paartanz besteht neben den Elementen des Marschtanzes aus Sprungschritten und Tanzschritten aus dem klassischen Ballett, ergänzt durch noch anspruchsvollere turnakrobatische Teile wie Bogengänge, Flickflack und Spagatvariationen (beim Paartanz auch Hebefiguren). Hierbei liegt der Schwierigkeitsgrad des gesamten Tanzes deutlich höher als bei den Gruppenformationen. Charakteristisch sind die spielerische Präsentation und die heitere Ausstrahlung.

- Der Schautanz (auch „Showtanz“) ist die Disziplin mit weniger strengen Richtlinien, was die Stilrichtung und die Geradlinigkeit angeht. Er ist eine Art Mischung aus allen möglichen modernen Tanzstilen mit dem Hintergrund der Marschtanz-Grundelemente. Schautänze haben grundsätzlich immer ein Thema, auf dessen Darstellung das Hauptaugenmerk liegt. Bei der Musikauswahl sind dabei so gut wie keine Grenzen gesetzt, es können verschiedenste Musikrichtungen passend zur Thematik des Tanzes ausgewählt und zusammengeschnitten werden. Ebenso vielfältig und originell dürfen die Kostüme sein, die speziell für den jeweiligen Tanz angefertigt werden. Kleinere Requisiten oder Bühnendekorationen sind beim Schautanz gebräuchlich. Der Schautanz wird auf den gleichen Turnieren aufgeführt, unterliegt aber anderen Bewertungskriterien als die Marschtänze. Gewertet werden Ausführung, Kreativität, Kostüm, Schrittvielfalt, Choreographie, Thematik und Originalität.

## Kleidung
Die typische Kleidung ist oft an Uniformen aus dem 18. Jahrhundert angelehnt: Dreispitz, Perücke, Uniformjacke, Spitzenjabot, dazu ein kurzes Röckchen (oft plissiert), darunter Petticoat, Strumpfhose, Spitzen- oder Rüschenunterhöschen bzw. Body, (Tanz)-Schnürstiefel.
Dennoch hat sich auch die Mode im karnevalistischen Tanzsport stark geändert. Längst treten die Turniertänzer/-innen nicht mehr in den traditionellen Gardeuniformen auf. Vielerorts, besonders jedoch im BDK, haben sich moderne Schnitte, schmalere Schnitte und elastische Stoffe durchgesetzt, die den akrobatischen Anstrengungen entgegenkommen. Dennoch gibt es nach wie vor Richtlinien, die streng eingehalten werden müssen. Entsprechend besteht eine Uniform mindestens aus einem Body, einer Weste, einem Rock, einem Hut (im BDK) und Tanzstiefeln. Spitzenhose und Petticoat sind optional.

## Tanzsport
Turniere des karnevalistischen Tanzsports werden meist an zwei Turniertagen am Wochenende in bis zu sechs Disziplinen ausgetragen.
1. Paartanz (Tanz Duo)
2. Weibliche Garde
3. gemischte Garde
4. Tanzmariechen
5. Tanzmajoren
6. Schautanz

Üblicherweise finden samstags die Jugend- und die Juniorenwettkämpfe statt. Am Sonntag folgen dann die Wettkämpfe in der Erwachsenenklasse. Die getrennten Disziplinen für weibliche und gemischte Garden entfallen bei Jugend und Junioren. Beide Arten von Gruppen treten dann in derselben Disziplin an und werden gemeinsam bewertet.
Mehrere Verbände richten Turniere für Gardetanz nach eigenen Richtlinien aus:
Während der Bund Deutscher Karneval (BDK) und der Rheinische Karnevals-Korporationen e. V. (RKK) auch bei den Kostümen großen Wert auf die Karnevalstradition legen, sind bei Turnieren des Deutschen Verbands für Garde- und Schautanzsport (DVG) Hüte und Perücken längst verschwunden.
Ein weiterer Dachverband ist die Internationale Interessengemeinschaft für Tanzsport (IIG), die sich neben dem Gardetanz auch vielen weiteren Tanzsportarten jenseits des Standardtanzes widmet.
Entgegen der landläufigen Meinung hat sich der Gardetanz zumindest innerhalb der Turnierszene zu einem Hochleistungssport entwickelt, der vor allem im Solistenbereich ein Trainingspensum von oft deutlich über zehn Wochenstunden erfordert, um vordere Turnierplatzierungen zu erreichen.
Sowohl der BDK als auch der RKK richten Ausscheidungswettbewerbe bis hin zu Deutschen Meisterschaften aus. Andere Verbände richten über der Bundesebene noch Europa- und Weltmeisterschaften aus.
Seit März 2015 gibt es ein eigenes Fachmagazin mit dem Namen "Garde & Show", das sich verbandsübergreifend mit den Themen Training und Gesundheit beschäftigt. Darüber hinaus werden Solisten und Gruppen vorgestellt, Tipps und Trends in allen Bereichen des Sports aufgegriffen und Turnierberichte aller Verbände veröffentlicht. Die Zeitschrift erscheint jährlich dreimal.
DVG:
Im DVG (Deutscher Verband für Garde und Schautanzsport) gibt es drei Klassen. Dies sind die Schülerklasse, die Jugendklasse und die Hauptklasse.
In diesen Klassen gibt es zwei Unterarten von Disziplinen, die sich jeweils in neue Unterkategorien einteilen lassen. Man unterscheidet hier zwischen den klassischen Gardetänzen und den Schautänzen.
Zu den Gardetänzen zählen Marsch und Polka, die als Gruppe getanzt werden. Außerdem gibt es den Paartanz und den Solotanz.
Zu den Schautänzen zählen Freestyle, Charakter, Modern, Schau Duo und Schau-Solo. Die Tänze Freestyle, Charakter und Modern werden in Gruppen getanzt.
Auf den Turnieren gibt es zu allen Disziplinen Ranglisten, auf denen sich überwiegend Sportlerinnen in den einzelnen Kategorien messen. Jungs tanzen in der weiblichen Gruppe mit oder tanzen in seltenen Fällen auch in der Solokategorie. Eine Einteilung wie oben geschrieben in Jungen und Mädchenklassen gibt es im DVG nicht.
Bewertungskriterien Gardetanz
1. Aufmarsch
2. Grundstellung
3. Uniform
4. Ausstrahlung
5. Schrittvielfalt
6. Schwierigkeitsgrad
7. Darstellung der Disziplin
8. Exaktheit und Ausführung
9. Choreografie
Bewertungskriterien Schautanz
1. Thematik
2. Originalität
3. Kreativität
4. Kostüm
5. Schritt- und Bewegungsvielfalt
6. Ausführung
7. Musik
8. Choreografie